# 垣永真之介
垣永真之介（かきなが しんのすけ、1991年12月19日 - ）は、ジャパンラグビーリーグワンの東京サントリーサンゴリアスに所属するラグビー選手。

## プロフィール
- 福岡県福岡市出身。
- ポジションはプロップ (PR)。
- 身長 180 cm、体重 115 kg
- 2014年のサンゴリアス入団時から、社員選手として在籍している[1]。
- 日本代表キャップは12。（2023年7月22日現在）
- ニックネームはカキ、シンノスケ、のすけ。
- 試合中などにしばしば雄叫びをあげることで知られ、サンウルブズの結成の記者会見では登場する際に雄叫びを上げた[2]。
- ギョウザ耳である。

## 略歴
ラグビーは幼稚園の時に始めた。草ヶ江ヤングラガーズに所属。
2010年、東福岡高校卒業後、早稲田大学に入学する。なお東福岡高校時代、花園へ3度出場し、2回優勝している。また2009年度高校日本代表に選出された。
2013年、早稲田大学ラグビー蹴球部主将に就任、大学選手権準優勝に貢献する。
2014年、早稲田大学卒業後、サントリーサンゴリアスに加入し、同年8月23日に行われたジャパンラグビートップリーグ第1節のコカ・コーラレッドスパークス戦に途中出場ながら公式戦初出場を果たす。また同年11月23日に行われたグルジア戦で日本代表初キャップを獲得した。
2015年、ラグビーワールドカップ2015のバックアップメンバーに選出された。また同年12月にはスーパーラグビーの日本チームサンウルブズの2016年スコッドに入った。
2021年には、日本代表としてヨーロッパ遠征中に垣永真之介、堀越康介、小瀧尚弘、中村亮土の4名がバーバリアンズに選ばれ、イングランドのトゥイッケナム・スタジアムで11月27日にサモア代表と対戦する予定だったが、新型コロナウイルス対策のため中止になった。

## 受賞歴
- 2020-21トップリーグベスト15